# 禰々
禰々御料人（ねねごりょうにん、享禄元年（1528年） - 天文12年1月19日（1543年2月22日））は、甲斐国の戦国大名武田信虎の三女。信濃国諏訪領主諏訪頼重の正室。武田信玄の異母妹・次妹にあたる。武田義信・武田勝頼（後に諏訪氏の名跡を継ぐ）は甥。

## 略歴
禰々御料人の父である信虎と信濃国衆諏訪氏の諏訪頼満は抗争状態にあったが、天文4年（1535年）に信虎と頼満は和睦し、天文8年（1539年）に諏訪頼満が死去すると、嫡孫にあたる頼重が継承した。天文9年（1540年）11月29日には、政略結婚により諏訪頼重に嫁ぎ（『神使御頭之日記』）、頼重は同年12月9日に武田氏本拠である甲府を訪れ、12月17日には信虎が諏訪を訪れている（『神使御頭之日記』）。
天文10年（1541年）には頼重は信虎と共同で軍事行動を行っているなど、両者の関係は良好であったが、同年6月に信虎が晴信（信玄）より駿河へ追放され、晴信が家督を相続すると、関係が悪化する。
天文11年（1542年）4月4日には禰々御料人との間に男子が誕生しているものの、同年7月2日に晴信は諏訪氏庶流の高遠頼継と共同で諏訪侵攻を開始、晴信は夫やその家族の安全を保障させると約束し、同年7月に頼重は開城させる形で武田方に降伏した。しかし、晴信は約束を反故して、頼重と頼高の兄弟は甲府に連行され、同21日に東光寺で自害においこまれてしまう。
頼重の自害後は、頼継が武田方に対して敵対するが、晴信は寅王を推戴して諏訪一族を結束させ、頼継らを撃退している。しかし、寅王の処遇は不明である。禰々御料人は寅王とともに甲府へ戻っているが、天文12年（1543年）1月19日に16歳で死去している。一説では、夫・義父を兄に奪われた事による
躁鬱状態の末、自害してしまったともされている。
自らの死後、自らの子である寅王は信濃侵攻の正当性を得る為の手段として利用され続けていたとされていたが、後に信玄が諏訪御寮人に自身の子を産ませる事にした結果、結局は邪魔者と見なされ、後に大叔父にあたる諏訪満隆が武田家に対して大反乱を起こしたのを機に処刑されてしまった。これは、身内に対する猜疑心の強くなった信玄が、いずれ祖父や父・そして母の件で寅王に報復される事を恐れた結果、起こった事ともされている。

## 関連作品
- 武田信玄（1988年、NHK大河ドラマ、演：山下容莉枝）
- 武田信玄（1991年、TBS、演：吉川十和子）
- 風林火山（2007年、NHK大河ドラマ、演：桜井幸子（少女時代：大塚友稀））